# 恵王 (馬韓)
恵王（けいおう、または韓寔、? - ?）は、第4代馬韓王。王在位期間は、紀元前157年 - 紀元前144年。諡は恵王（朝鮮語: 혜왕）。諱は寔（朝鮮語: 식）。王位は明王（武）が継承。